# Martin Dannecker

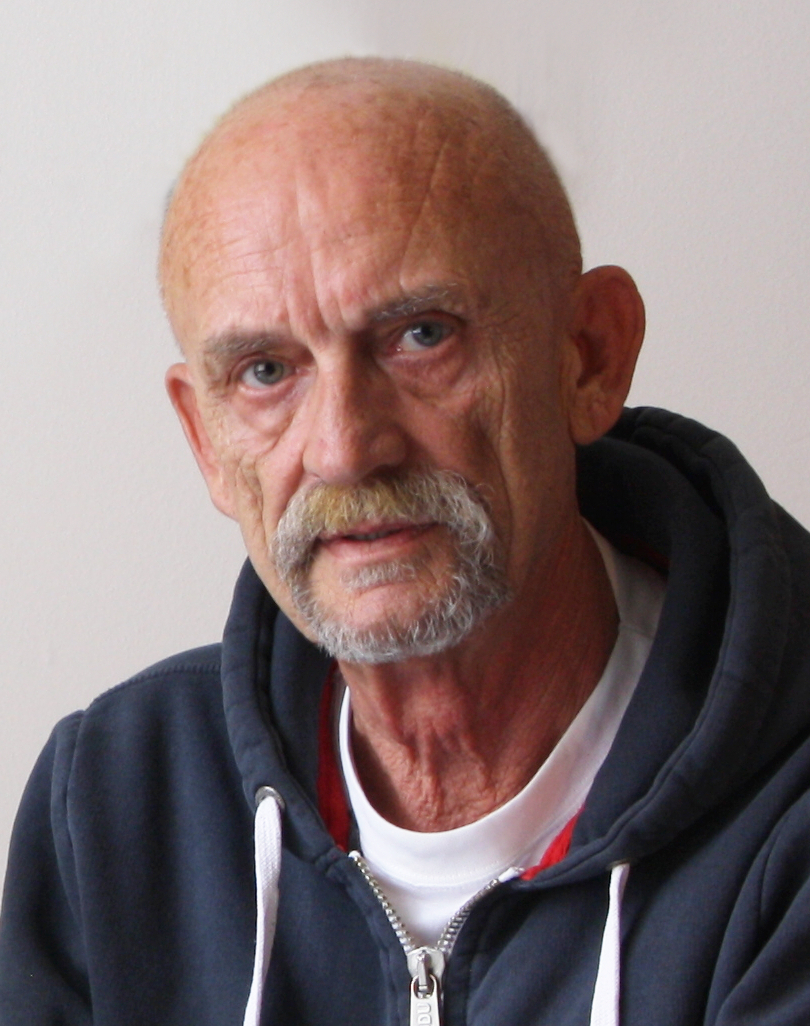
Martin Dannecker (2011)

Martin Dannecker (* November 1942 in Oberndorf am Neckar) ist ein deutscher Sexualwissenschaftler und Autor. Er lehrte als außerordentlicher Professor am Institut für Sexualwissenschaft des Klinikum der Johann Wolfgang Goethe-Universität in Frankfurt am Main.
Seine Themenschwerpunkte waren männliche Homosexualität, sexuelle Minderheiten, HIV/AIDS, Pädosexualität, Theorie der Sexualität und später auch Intersexualität. Dabei setzte er sich bereits früh für die Rechte Homosexueller ein sowie dafür, Homosexualität nicht als Krankheit zu bewerten.
Dannecker war als Drehbuchautor an Rosa von Praunheims 1971 erschienenem Film Nicht der Homosexuelle ist pervers, sondern die Situation, in der er lebt beteiligt und führte zusammen mit Heide Schlüpmann Filmseminare über die Konstruktion von Geschlechtern und Sexualität im Film durch.
Er war außerdem Autor zahlreicher Sachbücher, darunter mehrere Standardwerke zur Homosexualität, und langjähriger Vorsitzender der Deutschen Gesellschaft für Sexualforschung.

## Leben und Wirken
Dannecker wuchs in einer Kleinstadt im Schwarzwald auf. Er machte zuerst eine Ausbildung zum Industriekaufmann. Gegen den Willen seiner Familie ging er mit 18 Jahren nach Stuttgart, um dort eine Schauspielschule zu besuchen.
Etwa im Alter von 18 Jahren stellte er fest, dass er homosexuell ist, und begann, die damals vorhandene Literatur zur Homosexualität zu studieren. Da sie ihm „nicht adäquat“ und zu pathologisierend erschien und sich weder mit seinen Vorstellungen noch mit seinen eigenen Erfahrungen deckte, setzte er sich in den Kopf, eines Tages selbst eine Studie über Homosexualität zu machen.
Ab 1966 wohnt Dannecker in Frankfurt am Main, wo er Kontakte zur linken Szene knüpfte und als wissenschaftliche Hilfskraft für die freiberufliche Soziologin Maria Borris arbeitete. Er holte das Abitur nach und studierte anschließend Philosophie, Soziologie und Psychologie. Während des Studiums engagierte er sich in einer der SPD nahe stehenden Hochschulgruppe.
Im Jahr 1970 arbeitete er mit Rosa von Praunheim als Drehbuchautor an seinem internationalen Filmerfolg Nicht der Homosexuelle ist pervers, sondern die Situation, in der er lebt (1971). Nach der Ausstrahlung dieses Filmes zunächst nur im „Dritten“ des WDR Fernsehens und erst viel später im Ersten Programm (mit Ausnahme Bayerns) und nach vielen regionalen Vorführungen dieses Filmes mit anschließenden Diskussionen gründeten sich die ersten politischen Schwulengruppen der Nachkriegszeit. Dannecker selbst war Mitgründer der 1971 entstandenen homosexuellen Emanzipationsgruppe Rote Zelle Schwul (RotZSchwul) in Frankfurt am Main, der er viele Impulse gab.

„Schwule wollen nicht schwul sein, sondern so spießig und kitschig leben wie der Durchschnittsbürger. Schwule fordern vom Schwulen, ein Ästhet zu sein. Da die Schwulen vom Spießer als krank und  minderwertig verachtet werden, versuchen sie, noch spießiger zu werden, um ihr Schuldgefühl abzutragen mit einem Übermaß an bürgerlichen Tugenden. Ihre politische Passivität und ihr konservatives Verhalten sind der Dank dafür, dass sie nicht totgeschlagen werden.“

Im Jahr 1972 war er an der ersten Demonstration, die in Deutschland für die Rechte Homosexueller stattfand, in Münster beteiligt. Damals wurden bestimmte homosexuelle Handlungen noch gemäß § 175 strafrechtlich verfolgt. Rückblickend sagte Dannecker in einem Interview, die Leute hätten erschüttert und irritiert gewirkt und nicht verstanden worum es eigentlich ging. Obwohl die Umstehenden „verhaltene Abscheu“ gezeigt hatten, wurden die Demonstrierenden zumindest weder angefeindet noch angegriffen.

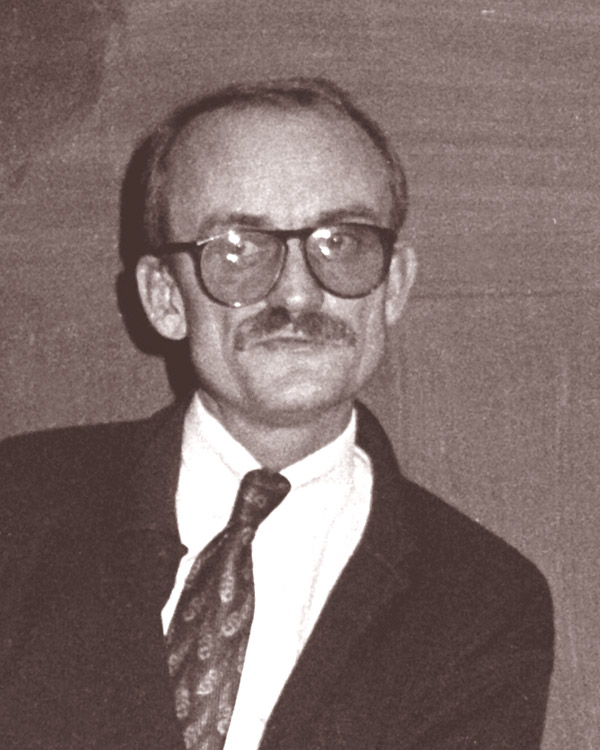
Martin Dannecker, 1986

Gemeinsam mit dem Psychoanalytiker Reimut Reiche publizierte er dann 1974 die große empirische Studie „Der gewöhnliche Homosexuelle. Eine soziologische Untersuchung über homosexuelle Männer in der BRD“.

„Die erste Untersuchung, die den gesamten Lebenszusammenhang Homosexueller in den Blick nimmt und den Zusammenhang von individuellem Triebschicksal Homosexueller und dem sozialen Zwang, dem sie ausgesetzt sind, im einzelnen aufzeigt.“

Nach seiner Promotion arbeitete Dannecker ab 1977 als wissenschaftlicher Mitarbeiter an dem von Volkmar Sigusch geleiteten Institut für Sexualwissenschaft des Klinikums der Johann Wolfgang Goethe-Universität in Frankfurt am Main. Dort war er nach seiner Habilitation im Fach Sexualwissenschaft bis zu seiner Pensionierung im Jahr 2005 als Professor tätig. Seine Forschungsschwerpunkte dabei lagen auf folgenden Gebieten: männlichen Homosexualität, HIV/AIDS, Pädosexualität sowie Theorie der Sexualität und männliche Sexualität.
Nach seiner Emeritierung zog Dannecker nach Berlin um und befasste er sich insbesondere mit dem Thema Internetsexualität und führte 2011, gemeinsam mit anderen, die Studie „NetzLust2011“ zu dem Thema durch. Er ist Kuratoriumsmitglied der Initiative Queer Nations e. V. mit Sitz in Berlin, war Mitglied des Beirats der Magnus Hirschfeld-Stiftung und hatte einen festen Beiratssitz in der Hannchen-Mehrzweck-Stiftung seit deren Gründung im Jahr 1991 bis 2018.
Zusammen mit Katinka Schweizer, Hertha Richter-Appell und Andreas Hill ist er Herausgeber der Buchreihe Beiträge zur Sexualforschung, die im Psychosozial-Verlag erscheint (bisher 109 Bände). Er war zudem lange Zeit Herausgeber und Redakteur der Zeitschrift für Sexualforschung, die im Thieme-Verlag in Stuttgart erscheint. Er hatte verschiedene Funktionen im Vorstand der Deutschen Gesellschaft für Sexualforschung (DGfS) inne, für die er unter anderem als Erster Vorsitzender tätig war.
Der Psychiater und Sexualwissenschaftler Volkmar Sigusch bezeichnete Dannecker anlässlich seines 75. Geburtstages als „Nachfahren von Karl Heinrich Ulrichs […] im Kampf um die Emanzipation der Homosexuellen“. Wissenschaftlich arbeitete Dannecker auch über seine Emeritierung hinaus weiter. U. a. fungierte er bei der Akkreditierung des staatlich anerkannten Masterstudiengangs Sexualwissenschaft (M.Sc.) der SRH Wilhelm Löhe Hochschule wissenschaftlicher Gutachter.

## Auszeichnungen
1997 erhielt Martin Dannecker den Rainbow Award des „Regenbogenfonds e. V.“ Berlin.
Zusammen mit Judith Butler, die die Annahme des Preises coram publico ablehnte, wurde Dannecker 2010 mit dem Zivilcouragepreis des CSD Berlin ausgezeichnet.
Am 7. Juli 2012 wurde Martin Dannecker anlässlich des ColognePride in Köln für seine Verdienste vom Schwulen Netzwerk NRW mit der „Kompassnadel“ geehrt.
Am 17. Mai 2017 wurde ihm die Ehrenmitgliedschaft der Deutschen Aidshilfe verliehen.
Das Schwule Museum* Berlin ehrt ihn im Herbst/Winter 2017/18 mit der Ausstellung „Faszination Sex: Der Theoretiker & Aktivist Martin Dannecker“.
Am 30. August 2019 wurde Martin Dannecker mit dem ReD Award im Rahmen des Kongresses „HIV im Dialog“ ausgezeichnet
Am 26. März 2021 erhielt Martin Dannecker den Medienpreis 2019/2020 der Deutschen AIDS-Stiftung.

## Veröffentlichungen (Auswahl)
- Der gewöhnliche Homosexuelle. Eine soziologische Untersuchung über männliche Homosexuelle in der BRD, mit Reimut Reiche. Fischer, Frankfurt am Main 1974, ISBN 3-10-014801-0; 2. Auflage 1974 (393 Seiten). Vorabdruck (Auszug) in Leviathan, Jg. 2, Heft 1, 1974, S. 61–79. Rezension in Zeitschrift Spontan, Heft 1, Januar 1974, S. 61–79.
- Der Homosexuelle und die Homosexualität. Syndikat, Frankfurt am Main 1978, ISBN 3-8108-0067-8.
- Sexualtheorie und Sexualpolitik, mit Volkmar Sigusch. Ergebnisse einer Tagung. Enke, Stuttgart 1984, ISBN 3-432-93701-6 (130 Seiten).
- Das Drama der Sexualität. Athenäum, Frankfurt am Main 1987, ISBN 3-610-08468-5.
- Homosexuelle Männer und AIDS. Eine sexualwissenschaftliche Studie zu Sexualverhalten und Lebensstil (= Schriftenreihe des Bundesministers für Jugend, Familie, Frauen und Gesundheit (zugleich auch Herausgeber). Band 252). Für Volkmar Sigusch zum 11. Juni 1990. Kohlhammer, Stuttgart/Berlin/Köln 1990, ISBN 3-17-011429-8 (301 Seiten).
- Der homosexuelle Mann im Zeichen von Aids. Klein, Hamburg 1991, ISBN 3-922930-02-6.
- Vorwiegend homosexuell. Aufsätze, Kommentare, Reden. MännerschwarmSkript, Hamburg 1997, ISBN 3-928983-50-4.
- Sexualität und Gesellschaft. Festschrift für Volkmar Sigusch (zusammen mit Reimut Reiche herausgegeben). Campus, Frankfurt am Main 2000, ISBN 3-593-36617-7 (418 Seiten).
- 100 Jahre Freuds »Drei Abhandlungen zur Sexualtheorie«. Aktualität und Anspruch, mit Agnes Katzenbach. Psychosozial-Verlag, Gießen 2005, ISBN 3-89806-494-8.
- Das Recht auf Vielfalt. Aufgaben und Herausforderungen sexueller Bidung, mit Elisbeth Tuider. Wallstein 2016
- Faszinosum Sexualität. Theoretische, empirische und sexualpolitische Beiträge [Für Agnes Katzenbach. Aufsatzsammlung aus den Jahren 2004–2016] (= Beiträge zur Sexualforschung. Band 106). Psychosozial-Verlag, Gießen 2017, ISBN 3-8379-2740-7 (200 Seiten). Rezension von Rüdiger Lautmann auf Socialnet.de vom 1. Juni 2018 (abgerufen: 4. Mai 2019).
- Fortwährende Eingriffe. Aufsätze, Vorträge und Reden zu AIDS und HIV aus vier Jahrzehnten. Mit einem Nachwort von Clemens Sindelar und Karl Lemmen. Männerschwarm. Berlin 2019, ISBN 978-3-86300-271-8 (321 Seiten).